# Parannoul
Parannoul (hangul: 파란노을; lit. pôr do sol azul; nascido em 2001) é um músico shoegaze sul-coreano. Ele lançou quatro álbuns solo: Let's Walk on the Path of a Blue Cat (2020), To See the Next Part of the Dream (2021), After the Magic (2023) e Sky Hundred (2024).
Parannoul colaborou com outros músicos de shoegaze como Asian Glow da Coreia do Sul e sonhos tomam conta do Brasil, lançando o split álbum, Downfall of the Neon Youth (2021), e posteriormente o EP Paraglow em 2022. Em 2024, ele trabalhou com o grupo internacional de rap Fax Gang para fazer o álbum Scattersun.
Parannoul também lançou músicas sob outros pseudônimos, incluindo Rough and Beautiful Place (2022) como Mydreamfever, bem como vários álbuns agora excluídos como laststar. Ele é um dos músicos mais representativos da cena shoegaze, que surgiu como uma nova tendência na cena musical indie sul-coreana desde 2021.

## Carreira
Parannoul lançou seu primeiro e segundo álbuns, Let's Walk on the Path of a Blue Cat em 2020 e To See the Next Part of the Dream em 2021, pelo Bandcamp. Ele ganhou popularidade através do Bandcamp, Rate Your Music e Reddit. Seu segundo álbum foi analisado em Pitchfork, Consequence of Sound, e Stereogum. Ele participou do álbum dividido Downfall of the Neon Youth com Asian Glow e sonhos tomam conta, contribuindo com quatro faixas, que foi lançado em 22 de outubro de 2021.
Parannoul se descreve como "apenas um estudante escrevendo música no meu quarto". Em uma entrevista com a Sonemic, Parannoul afirmou que a capa do álbum para seu álbum To See the Next Part of the Dream "é na verdade uma das cenas de リリイ・シュシュのすべて (All About Lily Chou-Chou). Não é uma cena importante em tudo, é apenas uma cena que dura cinco segundos... Mas por alguma razão, a estaca de fumaça e o fumo branco me fizeram sentir nostálgica. (Na verdade, todo o filme parece assim.) Quando vi a fábrica com estacas de fumaça, me senti engarrafado e desconfortável, como se não tivéssemos liberdade lá dentro. Por outro lado, senti algo puro quando vi o branco sair dele. Eu queria mostrar o lado sujo da juventude através desta estaca de fumo.
Em 1 de janeiro de 2022, Parannoul lançou Rough and Beautiful Place sob o pseudônimo Mydreamfever. O lançamento é um afastamento do estilo shoegaze presente em suas obras de Parannoul, com o álbum sendo descrito como ambiente e new age. Rough and Beautiful Place foi apresentado como "Álbum do Dia" do Bandcamp logo após seu lançamento. Ele se juntou à equipe Digital Dawn, que inclui Asian Glow, Brokenteeth, Wapddi, Della Zyr e Fin Fior, e fez seu primeiro show com o Digital Dawn em setembro de 2022. Seu terceiro álbum sob o nome de Parannoul, After the Magic, foi lançado em 28 de janeiro de 2023.

## Música
Parannoul canta em coreano. Suas faixas são intituladas em inglês ou então são oferecidas em coreano, como hangul com tradução para o inglês.

## Discografia

### Lançado sob laststar
Álbuns
- In the Purest Sense (2017)
- Winter Rain, Winter Rain (2018)
- Strange Days (2018)
- 꽃샘추위 (Recurrence) (2018)
- Sleepless (2018)
- Tomorrow's They And I (2018)
- Egoletter (2018)
- Our Last Summer (2018)
- In the City Made Of Echoes (2018)
- Introvert Love Connection (2018)
- Behind the Shadow (2019)
- Covers +1 (2019)
- Stars Whisper to Me Tonight (2019)

EPs
- 기억일기 (Memory Diary) (2017)

### Lançado sob Parannoul
Álbuns
- Let's Walk on the Path of a Blue Cat (2020)
- To See the Next Part of the Dream (2021)
- After the Magic (2023)
- Sky Hundred (2024)

Álbuns ao vivo
- After the Night (2023)

EPs
- White Ceiling / Black Dots Wandering Around (2022)

Singles
- "Into the Endless Night" (2021)
- "Insomnia" (2022)
- "We Shine at Night" (2023)
- "Gold River" (2024)[15]
- "Painless" (2024)

Álbuns e EPs colaborativos
- Downfall of the Neon Youth (2021) (Álbum dividido com Asian Glow e sonhos tomam conta)
- Paraglow (2022) (EP colaborativo com Asian Glow)
- Scattersun (2024) (Álbum colaborativo com Fax Gang)

### Lançado sob Mydreamfever
Álbuns
- Rough and Beautiful Place (2022)

Singles
- Anywhere, Anytime (2021)